# یواس‌اس کوکوپا (ای‌تی‌اف-۱۰۱)
یواس‌اس کوکوپا (ای‌تی‌اف-۱۰۱) (به انگلیسی: USS Cocopa (ATF-101)) یک کشتی بود که طول آن ۲۰۵ فوت (۶۲ متر) بود. این کشتی در سال ۱۹۴۴ ساخته شد.